# Borko Duronjić
Borko Duronjić (in serbo Борко Дуроњић?; Banja Luka, 24 settembre 1997) è un calciatore serbo, attaccante dell'Uthai Thani.